# Марія Спрінгвальд
Марія Спрінгвальд (пол. Maria Springwald, нар. 30 липня 1991, Краків, Польща) — польська веслувальниця, срібна призерка Олымпыйських ігор 2020 року, бронзова призерка Олімпійських ігор 2016 року.

## Виступи на Олімпіадах
| Олімпіада           | Дисципліна     | Місце |
| ------------------- | -------------- | ----- |
| Ріо-де-Жанейро 2016 | парна четвірка | 3     |
| Токіо 2020          | парні четвірки | 2     |

## Зовнішні посилання
- Марія Спрінгвальд — олімпійська статистика на сайті Sports-Reference.com (англ.) (архівна версія)
- Профіль [Архівовано 8 січня 2021 у Wayback Machine.] на сайті FISA.

1. ↑  Maria Sajdak